# Pierre Decouz
Pierre Decouz, né le 18 juillet 1775 à Annecy en Savoie et mort le 18 février 1814 Paris, est un général français de la Révolution et de l’Empire, originaire de Savoie.

## Biographie

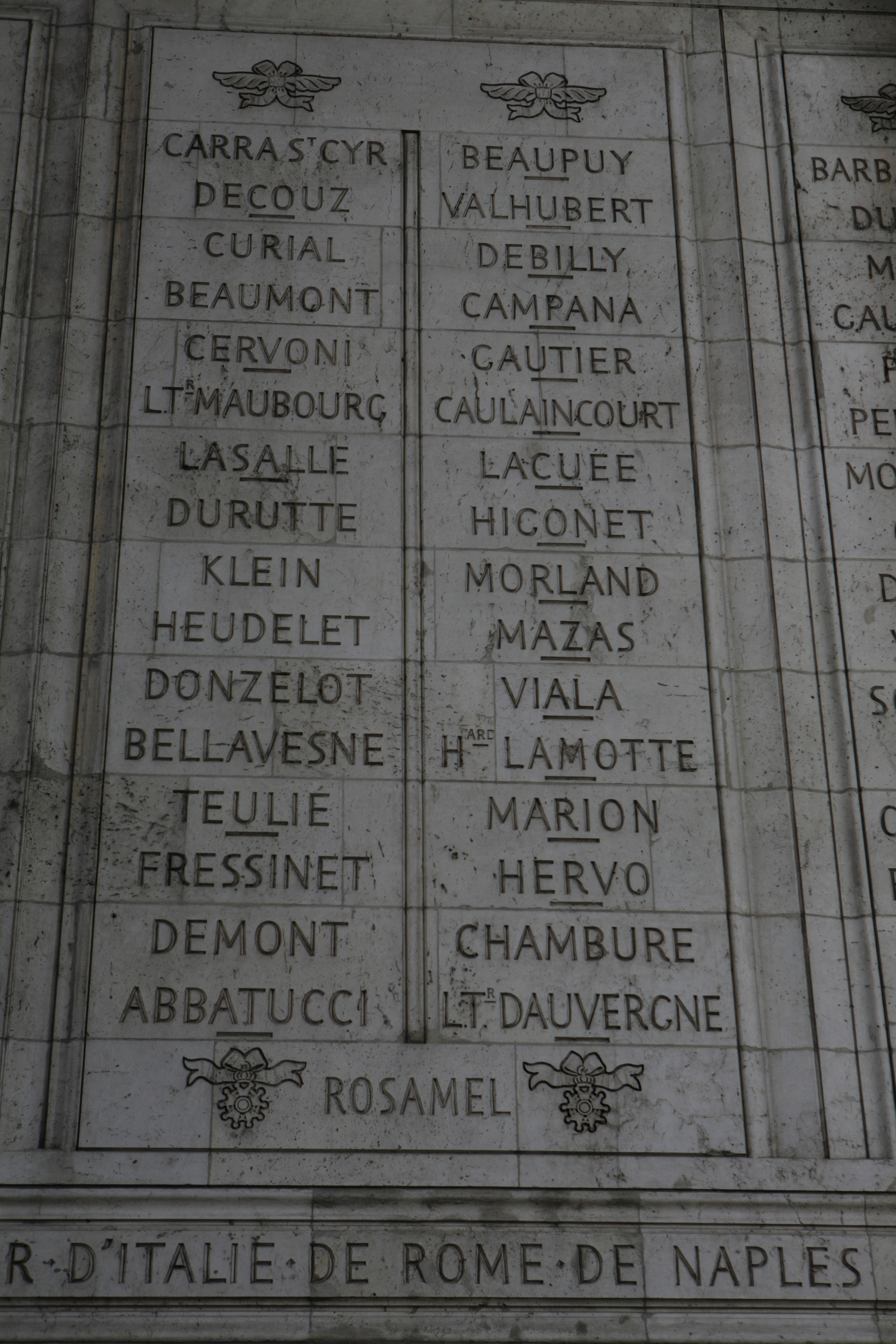
Noms gravés sous l'arc de triomphe de l'Étoile : pilier Est, 17e et.

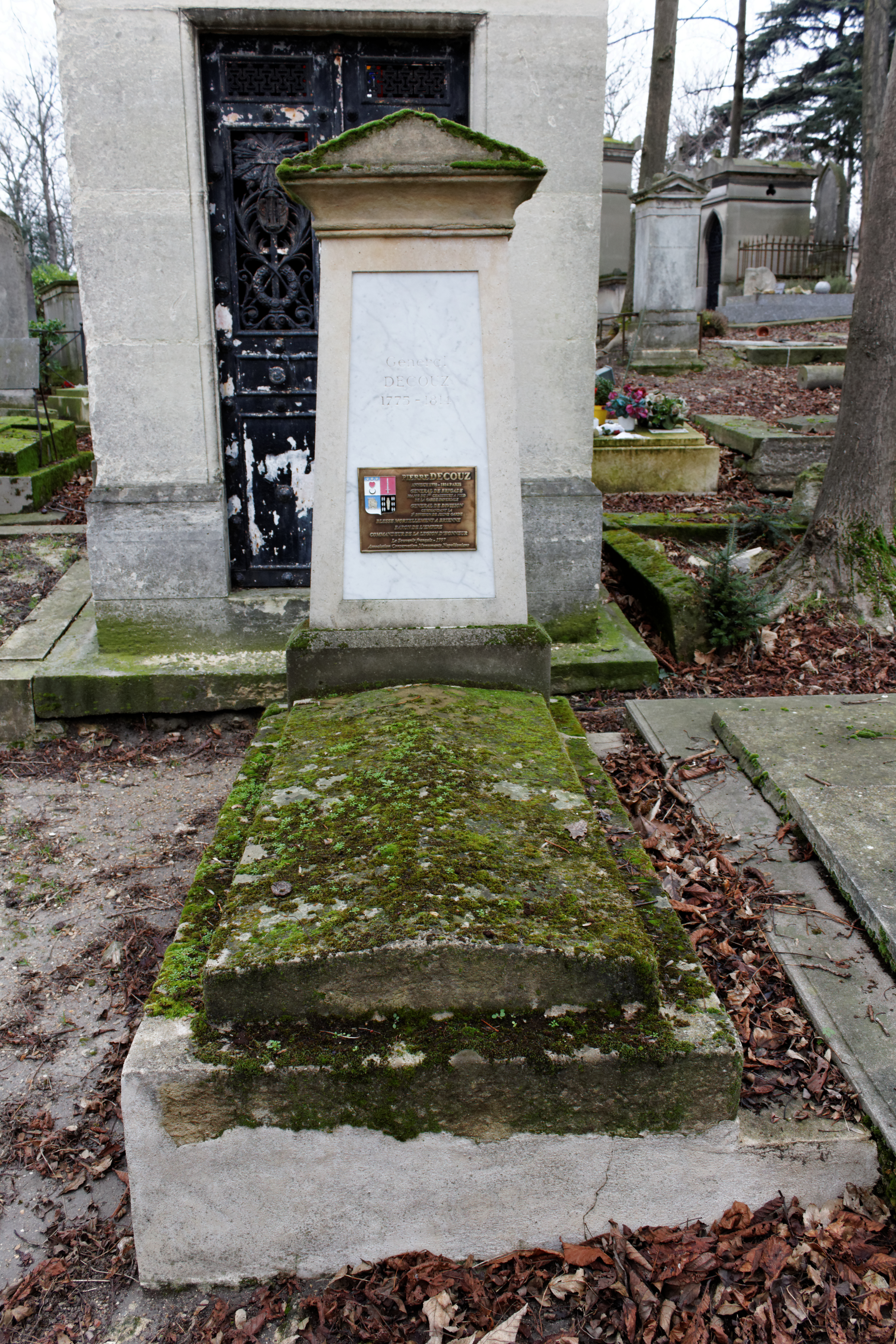
Tombe au cimetière du Père-Lachaise.

### Origines
Pierre Decouz — que l'on trouve parfois sous la forme Decoux — naît le 18 juillet 1775 à Annecy, dans le duché de Savoie,. Il est le fils de Jacques Joseph Decouz et de Jeanne Françoise Chabal. Il a pour frères Joseph, Sigismond et Etienne, tous trois également militaires et morts au combat.

### Carrière militaire
Il s'enrôle dès, sa première jeunesse dans le 2e bataillon de volontaires du Mont-Blanc, le 17 mars 1793, et il est élu sous-lieutenant le 1er mai 1793. De septembre à décembre 1793, il sert au siège de Toulon, et il est nommé lieutenant le 21 décembre 1793 à l'armée d'Italie. Le 29 mars 1794, il est incorporé dans la 19e demi-brigade de bataille, devenu par tirage au sort 69e de Ligne le 25 mai 1796. 
Le 6 janvier 1797, il devient adjoint à l'adjudant-général Rambeaud, et il passe en cette qualité à l'armée d'Orient en 1798. Le 30 septembre 1798, il est nommé capitaine adjoint à l'état-major du général Lannes, et il se distingue le 25 juillet 1799 à la bataille d'Aboukir. Il est élevé au grade de chef de bataillon provisoire par le général Bonaparte, chargé des détails de la division Lannes le 4 août 1799 puis il devient aide de camp du général Friant en septembre 1799. Il reçoit son brevet d'adjudant-commandant le 27 mars 1801, des mains du général Menou, et à son retour d'Égypte, il est nommé chef d'état-major de la 7e division militaire le 22 novembre 1801.
Le 6 septembre 1805, il fait la campagne d'Autriche en qualité de sous-chef d'état-major du 5e corps de la Grande Armée, et le 2 décembre 1805, à la bataille d'Austerlitz il a deux chevaux tués sous lui, et montre tant de valeur que Napoléon Ier le nomme colonel du 21e de ligne le 27 décembre 1805. C'est à la tête de ce corps qu'il combat à Iéna le 14 octobre 1806, et à Pułtusk le 26 décembre suivant. Le 12 octobre 1808, il sert à l'armée d'Allemagne. Il obtient une rente de 4 000 francs sur les biens réservés en Westphalie le 17 mars 1808, et il est créé baron de l'Empire le 27 novembre 1808.
Le 1er janvier 1809, il est employé à la brigade Petit, et le 30 juin 1809, il chasse l'ennemi de l'île Stadt-Aue dans laquelle il s'empare d'un grand nombre de pièces d'artillerie et de 600 prisonniers, parmi lesquels se trouve le commandant d'un régiment d'artillerie de marine, le colonel de Saint-Julien. L'Empereur le nomme alors général de brigade le 12 juillet 1809, et commandeur de la Légion d'honneur, ainsi que chevalier de la Couronne de fer le 21 septembre de la même année. Le 3 mai 1810, il est employé à l'armée de Naples et Murat lui confie en décembre 1810, la surveillance du port d'Otrante et de la côte voisine. Le 24 juin 1811, il prend le commandement de la 3e brigade du corps d'observation de l'Italie méridionale sous Grenier, et le 3 mars 1813, il est employé à la 1re division du corps d'observation d'Italie. 
Le 8 mars 1813, il est nommé major du 1er régiment de chasseurs à pied de la Vieille Garde, et le 10 avril 1813, il commande la 1re brigade de la 2e division d'infanterie de la Jeune Garde du général Barrois. Sa conduite à Lützen et à Bautzen le fait nommer général de division le 4 août 1813. Le 5 août suivant, il prend le commandement de la 51e division d'infanterie du 14e corps de la Grande Armée sous Gouvion-Saint-Cyr, et il sert à Dresde le 26 août 1813. Le même jour, il prend le commandement de la 3e division de la Jeune Garde à la place de Delaborde, puis le 25 septembre il sert sous Oudinot, et il participe à la bataille de Leipzig du 16 au 19 octobre. Commandant la 2e division de la Jeune Garde le 16 décembre, il passe sous le commandement de Ney le 25 janvier 1814.
Il défend avec non moins de courage le sol français en 1814, mais blessé grièvement de 2 coups de feu en pleine poitrine à Brienne le 29 janvier 1814, il se fait transporter mourant à Paris, où il meurt le 18 février suivant. Il est inhumé au cimetière du Père-Lachaise (22e division).

## Famille Decouz
Pierre Decouz épouse à Grenoble, la fille d'un ancien juge de paix de Paris. Il est propriétaire du château de Carron à Francin, en Savoie. La demeure appartient toujours à ses descendants.
La famille Decouz fait partie des Familles subsistantes de la noblesse française depuis 1860, à la suite de l'Annexion de la Savoie à la France, sous le Second Empire.
La famille Decouz est admise à l'ANF , le 31 mai 2008,

## Armoiries
| Figure | Blasonnement |
|        | Armes du baron Decouz et de l'Empire (décret du 19 mars 1808, lettres patentes du 27 novembre 1808 (Camp impérial d'Aranda de Duero) Écartelé, le premier d'argent au croissant de sable surmonté d'un cœur de gueules, au comble d'azur chargé de trois étoiles d'or posées en fasce ; le deuxième des barons militaires ; le troisième d'azur à la forteresse d'or maçonnée et brêchée de sable, baignée d'une mer d'argent ; le quatrième à la momie d'or en rencontre, posée en pal, accompagnée à dextre de six fers de lance, deux, deux et deux, d'argent, et à sénestre de même.,. Livrées : blanc, rouge, bleu et noir nuancé. |